# Кралски грохот (2016)
Кралски грохот (2016) е кеч турнир, продуциран от WWE, проведен в Amway Center в Орландо, Флорида на 24 януари 2016 г.
Той е 29-то подред събитие в хронологията на Кралски грохот и първият турнир за 2016 г. Това е петият Кралски грохот във Флорида преди тези през 1990, 1991, 1995 и 2006 г. Той е вторият Кралски грохот в Орландо от 1990 г. и първият в Amway Center откакто е отворил през 2010 г. Това е първият мач, в който защитаващияв шампион участва в мелето, както в мелето през 1992 г. е за титлата без носител.
Шест мача са играни за събитието, един от тях игран преди шоуто. В главния мач, завърналият се Трите Хикса спечели Кралското меле след елиминирането на Дийн Амброус и спечели Световната титла в тежка категория на Федерацията, ставаш третия човек, спечелил под номер 30 и първия след Джон Сина през 2008. Защитаващият шампион Роуман Рейнс също е елиминиран от Трите Хикса. Мелето е известно с pay-per-view дебюта на Ей Джей Стайлс, който направи неговата поява във Федерацията от 2002.

## Заден план
Кралски грохот включваше кеч мачове с участието на различни борци от вече съществуващи сценични вражди и сюжетни линии, които изиграват по Първична сила и Разбиване. Борците са добри или лоши, тъй като те следват поредица от събития, които са изградили напрежение и кулминират в мач или серия от мачове.

## Резултати
| №                                                                                     | Резултати                                                                                | Правила                                                             | Време   |
| ------------------------------------------------------------------------------------- | ---------------------------------------------------------------------------------------- | ------------------------------------------------------------------- | ------- |
| 1П                                                                                    | Марк Хенри и Джак Фукльото победиха Дарън Йънг и Деймиън Сендау, Дъдли Бойс и Възкачване | Отборен мач Фатална четворка за участие в Кралското меле            | 7:58    |
| 2                                                                                     | Дийн Амброуз (ш) победи Кевин Оуенс                                                      | Мач Последният оцелял за Интерконтиненталната титла на WWE          | 20:50   |
| 3                                                                                     | Нов Ден (ш) (с Ксавиер Уудс) победиха Братя Усо                                          | Отборен мач за Отборните титли на WWE                               | 10:53   |
| 4                                                                                     | Калисто победи Алберто Дел Рио (ш)                                                       | Индивидуален мач за Титлата на Съединените щати на WWE              | 11:30   |
| 5                                                                                     | Шарлът (ш) (с Рик Светкавицата) победи Беки Линч                                         | Индивидуален мач за Титлата на Дивите на WWE                        | 11:41   |
| 6                                                                                     | Трите Хикса спечели елиминирайки последен Дийн Амброуз                                   | Кралско меле с 30 мъже за Световната титла в тежка категория на WWE | 1:01:42 |
| - (ш) – указва шампиона/шампионите в мача - П – показва, че мача се случи преди шоуто |                                                                                          |                                                                     |         |

### Кралско меле, ред и елиминации
| №  | Участник        | Ред | Елиминиран от                           | Време | Елиминации |
| -- | --------------- | --- | --------------------------------------- | ----- | ---------- |
| 1  | Роуман Рейнс    | 28  | Трите Хикса                             | 59:48 | 5          |
| 2  | Русев           | 1   | Роуман Рейнс                            | 1:30  | 0          |
| 3  | Ей Джей Стайлс  | 11  | Кевин Оуенс                             | 28:58 | 2          |
| 4  | Тайлър Брийз    | 2   | Ей Джей Стайлс и Роуман Рейнс           | 1:18  | 0          |
| 5  | Къртис Аксел    | 3   | Ей Джей Стайлс                          | 1:30  | 0          |
| 6  | Крис Джерико    | 26  | Дийн Амброус                            | 51:20 | 1          |
| 7  | Кейн            | 9   | Броун Строумън                          | 19:07 | 1          |
| 8  | Златен прах     | 4   | Тайтъс О'нийл                           | 6:18  | 0          |
| 9  | Райбак          | 8   | Грамадата                               | 12:37 | 0          |
| 10 | Кофи Кингстън   | 6   | Крис Джерико                            | 8:26  | 0          |
| 11 | Тайтъс О'Нийл   | 7   | Грамадата                               | 9:06  | 1          |
| 12 | Ар Труф         | 5   | Кейн                                    | 0:59  | 0          |
| 13 | Люк Харпър      | 19  | Брок Леснар                             | 24:16 | 4          |
| 14 | Звезден прах    | 14  | Люк Харпър                              | 14:12 | 0          |
| 15 | Грамадата       | 10  | Броун Строумън                          | 4:58  | 2          |
| 16 | Невил           | 13  | Люк Харпър                              | 10:17 | 0          |
| 17 | Броун Строумън  | 20  | Брок Леснар                             | 18:01 | 5          |
| 18 | Кевин Оуенс     | 12  | Сами Зейн                               | 4:58  | 1          |
| 19 | Дийн Амброус    | 29  | Трите Хикса                             | 29:57 | 1          |
| 20 | Сами Зейн       | 16  | Броун Строумън                          | 4:55  | 1          |
| 21 | Ерик Роуън      | 17  | Брок Леснар                             | 4:35  | 2          |
| 22 | Марк Хенри      | 15  | Броун Строумън, Люк Харпър и Ерик Роуън | 0:47  | 0          |
| 23 | Брок Леснар     | 21  | Броун Строумън, Люк Харпър и Ерик Роуън | 9:31  | 4          |
| 24 | Джак Фукльото   | 18  | Брок Леснар                             | 0:29  | 0          |
| 25 | Миз             | 22  | Роуман Рейнс                            | 8:55  | 0          |
| 26 | Алберто Дел Рио | 23  | Роуман Рейнс                            | 7:02  | 0          |
| 27 | Брей Уайът      | 25  | Трите Хикса и Шаймъс                    | 11:25 | 0          |
| 28 | Долф Зиглър     | 24  | Трите Хикса                             | 7:10  | 0          |
| 29 | Шеймъс          | 27  | Роумън Рейнс                            | 8:46  | 1          |
| 30 | Трите Хикса     | -   | Победител                               | 9:03  | 4          |

- (*) – Строумън, Харпър и Роуън се върнаха на ринга да елиминират Брок Леснар, след като бяха елиминирани от Леснар.
- (**) – Миз остана около ринга преди официално да влезе вътре.
- (***) – Шеймъс беше атакуван от Роуман Рейнс преди да влезе официално в ринга.